# Mongua
Mongua là một thị xã và đô thị ở Departamento Boyacá, thuộc tỉnh Sugamuxi một phân vùng của Boyaca.